# Aveline Stokart
Aveline Stokart, née le 18 septembre 1990, est une illustratrice et dessinatrice de bande dessinée belge francophone.

## Biographie
Aveline Stokart naît le 18 septembre 1990,. Elle suit des études en infographie à finalité animation 3D à la Haute École Albert Jacquard à Namur en 2008, et elle obtient son diplôme avec grande distinction en 2011,.
En 2021, elle dessine le premier album de la série de bande dessinée Elles sur un scénario de Kid Toussaint,.
Il s'agit d'une trilogie racontant l'arrivée dans un lycée d'une adolescente qui doit apprendre à gérer ses multiples personnalités,. Cet ouvrage lui vaut la même année d'être récipiendaire du prix du Conseil départemental de Loir-et-Cher décerné lors du Festival Bd BOUM de Blois, récompensant une bande dessinée de qualité pour les 11-14 ans pour Elles t. 1, Elles - La nouvelle(s). Dans la foulée, elle réalise le second volet intitulé Universelle(s) qu'elle publie l'année suivante. Elle clôt la série par Plurielle(s) chez le même éditeur en 2023. Cet ouvrage bénéficie d'un tirage initial de 165 000 exemplaires, la série s'étant vendue à 165 000 exemplaires en mai 2023 et à plus de 750 000 exemplaires en décembre de la même année. En septembre 2023, elle rend hommage avec Nob à Derib et Job avec un récit de Yakari dans le Tintin numéro spécial 77 ans.
En août, elle réalise l'affiche du BD Comic Strip Festival 2023 tenu à Bruxelles au mois de septembre.
En décembre 2023, elle devient jury dans l’émission Lego Masters sur M6 présentée par Éric Antoine, au côté de Georg Schmitt.
Elle fait partie du Collectif des créatrices de bande dessinée contre le sexisme.

## Publications

### Illustration
- (en) Beginner's Guide to Digital Painting in Procreate : How to Create Art on an IPad, 3DTotal Publishing, 2020, 200 p. (ISBN 978-1912843145) ;
- (en) The art of Aveline Stokart, 3DTotal Publishing, 3 août 2021, 152 p. (ISBN 978-1912843282).

### Albums de bande dessinée

#### Elles
- 1. La Nouvelle(s)[6],[16],[17], Le Lombard, Bruxelles, 26 mars 2021
Scénario : Kid Toussaint - Dessin : Aveline Stokart - Couleurs : quadrichromie -  (ISBN 978-2-8036-7824-2)
- 2. Universelle(s)[18], Le Lombard, Bruxelles, 29 avril 2022
Scénario : Kid Toussaint - Dessin : Aveline Stokart - Couleurs : quadrichromie -  (ISBN 978-2-8082-0000-4)
- 3. Plurielle(s)[10], Le Lombard, Bruxelles, 28 avril 2023
Scénario : Kid Toussaint - Dessin : Aveline Stokart - Couleurs : quadrichromie -  (ISBN 978-2-8082-0618-1)

#### Collectifs
- Numéro spécial 77 ans - L'hommage des auteurs et autrices d'aujourd'hui aux personnages mythiques du journal Tintin, Éditions Moulinsart-Le Lombard, Bruxelles, 8 septembre 2023
Scénario : collectif - Dessin : collectif dont Aveline Stokart - Couleurs : quadrichromie -  (ISBN 2-85815-201-2),Contribution : Yakari, d’après Job et Derib, avec Nob.
- La BD de l'Avent, Le Lombard, Bruxelles, 27 septembre 2024
Scénario : collectif - Dessin : collectif dont Aveline Stokart - Couleurs : quadrichomie -  (ISBN 9782808214407)

### Illustration littérature jeunesse
- Croire en ses rêves ! : le journal d'une championne, texte : Amandine Henry, illustration : Aveline Stokart,  Rageot, Paris, mai 2019  (ISBN 9782700273700).

## Réception

### Prix et récompenses
- 2021 :  prix du Conseil départemental de Loir-et-Cher décerné lors du Festival Bd BOUM de Blois, récompensant une bande dessinée de qualité  pour les 11-14 ans : Pour Elles t. 1, Elles - La nouvelles(s)[9] ;
- 2022 :  prix jeunesse de la BD du Forum du livre de Saint-Louis[19] pour Elles t. 1.

#### Livres
: document utilisé comme source pour la rédaction de cet article.
- Philippe Mellot, Michel Denni, Laurent Turpin et Isabelle Morzadec, Trésors de la bande dessinée : BDM 2023-2024 - Catalogue encyclopédique et Argus, Paris, Les Arènes, novembre 2022, 23e éd., 1677 p., ill. ; 23 cm (ISBN 9791037507280, OCLC 1351462460, présentation en ligne), p. 436. .

#### Articles
- Chloé Vincent, « "Elles" : plongée en adolescence dans cette BD au style graphique des plus efficaces », RTBF,‎ 26 mars 2021 (lire en ligne, consulté le 8 septembre 2023).
- Aveline Stokart (interviewée), « Interview d'Aveline Stokart, à propos d'« Elles » », La Mouette hurlante,‎ 30 avril 2023 (lire en ligne, consulté le 23 juillet 2024).

### Vidéographie
- [vidéo] « Interview d'Aveline Stokart et Kid Toussaint (Elles) », sur YouTube par BD Gest' 29 min 20 s 25 avril 2021.
- [vidéo] « Émission BD - KABOOM! #68 - Aveline Stokart : Juste Elle(s) !. », sur YouTube, présentation Thibaut Fontenoy, diffusée sur RTL TVI le 27 septembre 2023, (13 min 32 s).